# Pyrausta ochracealis
Pyrausta ochracealis là một loài bướm đêm trong họ Crambidae.